# トラスツズマブ エムタンシン
トラスツズマブ エムタンシン（Trastuzumab emtansine、米国ではAdo-trastuzumab emtansine）は、抗体薬物複合体の一つであり、HER2陽性の進行・再発乳癌の治療に用いられる。モノクローナル抗体であるトラスツズマブと細胞毒性物質エムタンシン（DM1）が結合している。トラスツズマブは癌細胞のHER2/neu受容体に結合して成長を停止させ、エムタンシンが細胞内に入りチューブリンに結合し重合を阻害する事で細胞毒性を発揮する。モノクローナル抗体が癌細胞に過剰に発現しているHER2をターゲットとするため、エムタンシンは腫瘍細胞に選択的に送達される。商品名カドサイラ、開発コードT-DM1、PRO132365。
トラスツズマブ単剤治療に抵抗性となった女性のHER2陽性の進行乳癌を対象としたEMILIA臨床試験では、ラパチニブ・カペシタビン併用療法に比べて生存期間を5.8ヶ月延長した。同試験に基づき、米国FDAは2013年2月に製造を承認した。日本でも国内第I相・第II相臨床試験およびEMILIA試験の結果に基づき:1、2013年9月に製造販売が承認された。

## 効能・効果
日本における効能・効果は「HER2陽性の手術不能または再発乳癌」「HER2陽性の乳癌における術後薬物療法」である。
米国での効能・効果は「トラスツズマブとタキサン（パクリタキセルまたはドセタキセル）併用治療後のHER2陽性転移性乳癌（mBC）ならびに 6ヶ月以内にアジュバント治療を実施した既治療のmBCまたは進行乳癌の再燃例」である。

## 臨床試験
EMILIA試験は第III相無作為化比較臨床試験であり、トラスツズマブとタキサンで既治療の991名の切除不能な局所進行性または転移性HER2陽性乳癌患者がトラスツズマブ エムタンシン群とカペシタビンおよびラパチニブ併用療法群に割り付けられた。その結果、トラスツズマブ エムタンシン群では無増悪生存期間が有意に延長し（中央値、T-DM1群：9.6ヶ月、カ・ラ併用群：6.4ヶ月）、全生存期間も延長が確認された（中央値、T-DM1群：30.9ヶ月、カ・ラ併用群：25.1ヶ月）。また安全性も確認された。
英国では、NICEの評価の結果、正当な価格が製造業者から示されなかったとしてトラスツズマブ エムタンシンは国民保健サービス（NHS）での使用を推奨しないとされた。2015年1月には、英国抗がん剤ファンドの承認リストからの削除が提案された。

### 開発中
2013年時点で、いくつかの臨床試験が実施中または計画中であった。
- MARIANNE試験[16]：未治療のHER2陽性乳癌について、タキサン（ドセタキセルまたはパクリタキセル）+トラスツズマブ（TT群） 対 トラスツズマブ エムタンシン（T-DM1群） 対 トラスツズマブ エムタンシン+ペルツズマブ（T-DM1+Pe）の3群の治療効果を比較検討する第III相臨床試験であったが、T-DM1を含む治療群はTT群と比較して無増悪生存期間を延長することを示せなかった[17][18]。

- TH3RESA試験[19]：トラスツズマブとラパチニブ既治療のHER2陽性転移性乳癌に対してT-DM1と任意の既承認薬を比較する第III相臨床試験である。結果は、T-DM1群は対照群に比べて、1.無増悪生存期間を3ヶ月延長し、2.腫瘍が縮小した患者が多く（T-DM1群：31%、対照群：9%）、3.重篤な副作用の発現率はほぼ同程度であった[20]。

- HER2陽性胃癌についてT-DM1と任意のタキサン（ドセタキセルまたはパクリタキセル）を比較する第III相試験が進行中である[21]。

## 副作用
重大な副作用として添付文書に記載されているものは、間質性肺疾患、心障害（左室駆出率（LVEF）低下、鬱血性心不全等）、過敏症、注入反応、肝機能障害、肝不全、血小板減少症、末梢神経障害である。
臨床試験中に見られた主な副作用は、疲労、嘔気、筋骨格痛、血小板減少症、頭痛、トランスアミナーゼ増加、便秘であった。
EMILIA試験中に見られた重篤な副作用は、肝障害（肝不全、肝性脳症、結節性再生性過形成（肝臓の良性腫瘍）を含む）、心障害（左室駆出率（LVEF）低下）、間質性肺疾患（急性間質性肺炎を含む）、血小板減少、末梢神経障害であった。トラスツズマブ エムタンシン（T-DM1）群での副作用発現率は43%、対照群（ラパチニブ+カペシタビン）の副作用発現率は59%であり、T-DM1は対照群の治療に比べて概して忍容性が良好であるとされた。さらに、副作用による治療中止率はT-DM1群の方が少なかった。貧血、血小板減少、末梢神経障害はT-DM1群の方が多かったが、心障害、消化管障害（嘔吐、下痢、腹痛等）は対照群の方が多かった。
日本の添付文書では、肺臓炎、間質性肺炎等の間質性肺疾患について警告欄が設けられている。
米国の添付文書では、肝障害、心障害、妊婦へ投与した時の胎児死亡について黒枠警告が設けられている。

## 一般名について
米国では、一般名は“ado-trastuzumab emtansine”とされ、医療過誤防止が図られている。前臨床試験では、トラスツズマブ-DM1またはトラスツズマブ-MCC-DM1（略称はいずれもT-DM1）あるいは開発コードPRO132365と呼ばれていた。

## 化学的特徴

トラスツズマブ エムタンシンの構造式。左半分の黒文字部分はマイタンシンの構造である。赤で示したチオール基までを含めるとメルタンシンとなり、青文字のリンカーまでを含めるとエムタンシンとなる。エムタンシン末端のカルボニル基がトラスツズマブ内のリシンのアミノ基と結合している。

トラスツズマブ エムタンシンは抗体薬物複合体（ADC）であり、モノクローナル抗体と小分子薬物が結合している。トラスツズマブ1分子に対して数個のマイタンシン類系細胞毒“DM1”がぶら下がっている。スクシンイミジルtrans-4-(マレイミドメチル)シクロヘキサン-1-カルボン酸エステル（SMCC）はスクシンイミドエステル基とマレイミド基を含むヘテロ二機能性架橋剤である。SMCCのスクシンイミド基はトラスツズマブ分子内の保護されていないリシンのアミノ基と反応し、SMCCのマレイミド基はDM1のスルフヒドリル基と共有結合して、抗体とDM1を繋ぐ。トラスツズマブ1分子に対して結合しているDM1分子の個数は0〜8個であると思われる（平均3.5個）。